# بيريتيما ملكة مملكة قورينائية
بيريتيما (اليونانية القديمة: Φερετίμη، توفيت 515 قبل الميلاد)، كانت زوجة ملك مملكة قورينائية باتوس الثالث وآخر ملكة مسجلة من سلالة بيتاد في مملكة قورينائية.

## السيرة الذاتية
لا يُعرف سوى القليل عن حياة بيريتيما قبل أو أثناء زواجها. كانت من أصل ليبي، ويذكر هيرودوت أن والدها كان يسمى أيضًا باتوس. تزوجت الملك باتوس الثالث في وقت ما قبل أن يصبح ملكًا في عام 550 قبل الميلاد. كان لديهم طفلان: ابن، الملك المستقبلي أركسيلاوس الثالث وابنة لاديس التي تزوجت الفرعون المصري أحمس الثاني.

## عهد
عندما مات باتوس عام 530 قبل الميلاد، أصبح أركسيلاوس ملكًا. في عام 525 قبل الميلاد، قام الملك اركسيلاوس الثالث بتحالف مع الملك قمبيز الثاني من بلاد فارس. حوالي عام 518 قبل الميلاد، طالب أركسيلاوس بإعادة السلطة الملكية التي امتلكها أسلافه قبل إصلاح والده للدستور القيرواني. أثار هذا صراعًا مدنيًا هُزم فيه أركسيلاوس الثالث، واضطر هو ووالدته إلى مغادرة مملكة قورينائية . ذهب اركسيلاوس إلى ساموس، بينما ذهب بيريتيما الملكة إلى بلاط الملك إيولثون في سالاميس، قبرص. بينما حاول ابنها تجنيد أنصار في ساموس، ووعد الرجال بسلطة والمال والاراضي في مملكة قورينائية، طلبت بيريتيما من الملك ايولثون أن يعطيها جيشًا للعودة إلى مملكة قورينائية المتمردة. رفض إيولتون القيام بذلك، لكنها قدمت لها هدايا رائعة مختلفة بدلاً من ذلك. فشلت في مهمتها، عادت بيريتيما إلى قورينائية. ومع ذلك، قام الملك أركسيلاوس بتجنيد جيش في ساموس، وعاد معه إلى اقليم قورينائية، واستعاد منصبه. أركسيلاوس ونفى خصومه السياسيين، وهو قرار ربما أثر به بيريتيما. تلقى أنصار أركسيلاوس أرضهم الموعودة، لكنهم خافوا من رد فعل عنيف بسبب أفعالهم وتجاهلوا نصيحة أوراكل بعدم إيذاء مواطني قورينائية.

## موت اركسيلاوس
غادر ملك مملكة قورينائية إلى بلدة باركي (المرج حاليا) ، وحكمة بيريتيما المدينة العاصمة للمملكة قورينائية بدلاً منه الملك اركسيلاوس الابن . قتل اركسيلاوس ووالد زوجته في سوق باركي على يد نبلاء قورينائية المنفيين الذين انتقموا. عندما سمعت بيريتيما بذلك ، ذهبت إلى أريساندس، الحاكم الفارسي لمصر ، لطلب المساعدة في الانتقام لموت ابنها ، مدعية أن صداقة أركسيلاوس مع الملك الفارسي هي التي تسببت في مقتله. شجع أريساندس بيريتيما وأعطها الجيش والبحرية الفارسية للقيادة. قبل أن تغادر إلى مصر ، أرسل آريسانديز رسالة إلى اهالي مدينة باركي لتطلب من الذي قتل اركسيلاوس . رد البركانيون بأنهم جميعًا مسؤولون عن وفاة اركسيلاوس. عندما عاد المرشد إلى مصر بهذه الإجابة ، سار الجيش مع بيريتيما إلى باركي . ودعوا هؤلاء البارساكيين المسؤولين عن القتل إلى الاستسلام ، لكن الركاين رفضوا ، واستمر الحصار اللاحق لمدة تسعة أشهر. خسر كل من الفرس والبركايين الكثير من الرجال.
قام أماسيس ، قائد المشاة الفارسي ، بتغيير التكتيكات بمجرد أن أدرك أن مدينة باركي لا يمكن الاستيلاء عليها بالقوة. لقد وضع خطة لجذب البركانيين إلى خارج المدينة بناءً على عرض زائف لمناقشة الهدنة. أمر أماسيس جنوده بحفر خندق كبير أمام المدينة مغطى بألواح خشبية وأرض للقبض عليهم. ثم قام أماسيس بدعوة البركانيين إلى لقاء وجاءوا. قبل البركانيون عرض إنهاء الأعمال العدائية مقابل مبلغ عادل يدفع للملك الفارسي. وافق البركانيين، وفتح أبواب المدينة. عندما خرج البركانيين من المدينة لقبول الشروط ، وقعوا في الفخ. أمر بيريتيما بقطع ثديي زوجات البركانيين، وأعطى بقية البركانيين إلى الفرس كعبيد. أعاد الملك داريوس الأول ملك بلاد فارس في باكتريا إعادة توطين البركانيين ، وأطلق عليهم اسم مستوطنتهم البركانيين. نجحت بيريتيما في الانتقام لابنها بمعاقبة البركانيين. عادت إلى مصر ، وأعادت الجيش إلى الحاكم. أثناء وجوده في مصر ، أصيبت بيريتيما بمرض ، وتوفيت في أواخر عام 515 قبل الميلاد. بموتها توقف استقلال قورينائية. أصبح حفيدها باتوس الرابع ملكًا ، لكن مملكة قورينائية أصبحت دولة تابعة للإمبراطورية الفارسية.